# 외규장각 도서
외규장각 도서(外奎章閣圖書, 프랑스어: les manuscrits coréens)는 외규장각에 소장되어 있던 서적들을 일컫는다.

## 외규장각 도서 환수 문제
프랑스의 미테랑 대통령이 1993년 TGV의 대한민국 고속철도 수주를 위해 방한하면서, 《휘경원원소도감의궤》 상 1권을 반환하며 프랑스 외규장각 도서의 전체 반환을 약속했지만, 양국이 합의점을 찾지 못했었다. 대한민국 정부와 민간 단체에서는 서로 다른 방법으로 프랑스 정부에 계속해서 외규장각 도서의 환수를 요구해왔으며, 대한민국의 시민단체인 문화연대 주도로, 프랑스 정부를 상대로 소송을 진행하여 패소하기도 하였다. 이후 2010년 11월, 대한민국의 서울에서 열린 서울 G20 정상회담에서 프랑스와의 정상 회담 이후 외규장각을 5년마다 갱신 대여하는 것으로 합의하였다. 또한 프랑스 《르 몽드》는 대한민국이 이전까지 영구 대여를 요구했으나, 이명박 대통령이 제한된 기간만 갱신 대여하는 쪽으로 양보했다고 보도하기도 하였다. 2011년 4월 14일, 1차분으로 75권이 환수되었으나, 대한민국 정부의 환수 정책에 대해 비판이 일기도 하였다. 2011년 5월 환수가 완료되어, 7월부터 그 중 일부를 국립중앙박물관을 통해 공개 하였다.

## 같이 보기
- 외규장각
- 박병선
- 의궤